# Блистова (Новгород-Сіверський район)
Блистова́ — село в Україні, у Новгород-Сіверській міській громаді Новгород-Сіверського району Чернігівської області. Населення становить 723 осіб. До 2020 орган місцевого самоврядування — Блистівська сільська рада.
У центрі Блистової стоїть пам'ятка дерев'яної архітектури — церква Іоанна Предтечі. Збудували її у 1905 році.

## Історія
Село засноване на початку XVIII століття. 1777 року було збудовано першу церкву Іоана Предтечію, попередницю сучасної. 1866 року у Блистовій 102 двори, 1043 жителі, у 1897 р. 374 двори, 2273 жителі. Діяла земська школа.
1988 року у Блистовій мешкало 972 жителі, діяла 8-річна школа (тепер навчально-вихвний комплекс 1-3 ступеня), дитсадок, фельдшерсько-акушерський пункт, відділення зв'язку, будинок культури, бібліотека. Лосківське лісництво.
12 червня 2020 року, відповідно до розпорядження Кабінету Міністрів України № 730-р «Про визначення адміністративних центрів та затвердження територій територіальних громад Чернігівської області», увійшло до складу Новгород-Сіверської міської громади.
19 липня 2020 року, в результаті адміністративно - територіальної реформи та ліквідації колишнього Новгород-Сіверського району, село увійшло до новоствореного Новгород-Сіверського району Чернігівської області.

## Населення

### Мова
Розподіл населення за рідною мовою за даними перепису 2001 року:
| Мова       | Кількість | Відсоток |
| ---------- | --------- | -------- |
| українська | 713       | 98.62%   |
| російська  | 10        | 1.32%    |
| Усього     | 723       | 100%     |